# Milovice u Mikulova
Milovice (deutsch Millowitz) ist eine Gemeinde im Jihomoravský kraj (Südmähren), Okres Břeclav (Bezirk Lundenburg) in Tschechien.

## Geographie

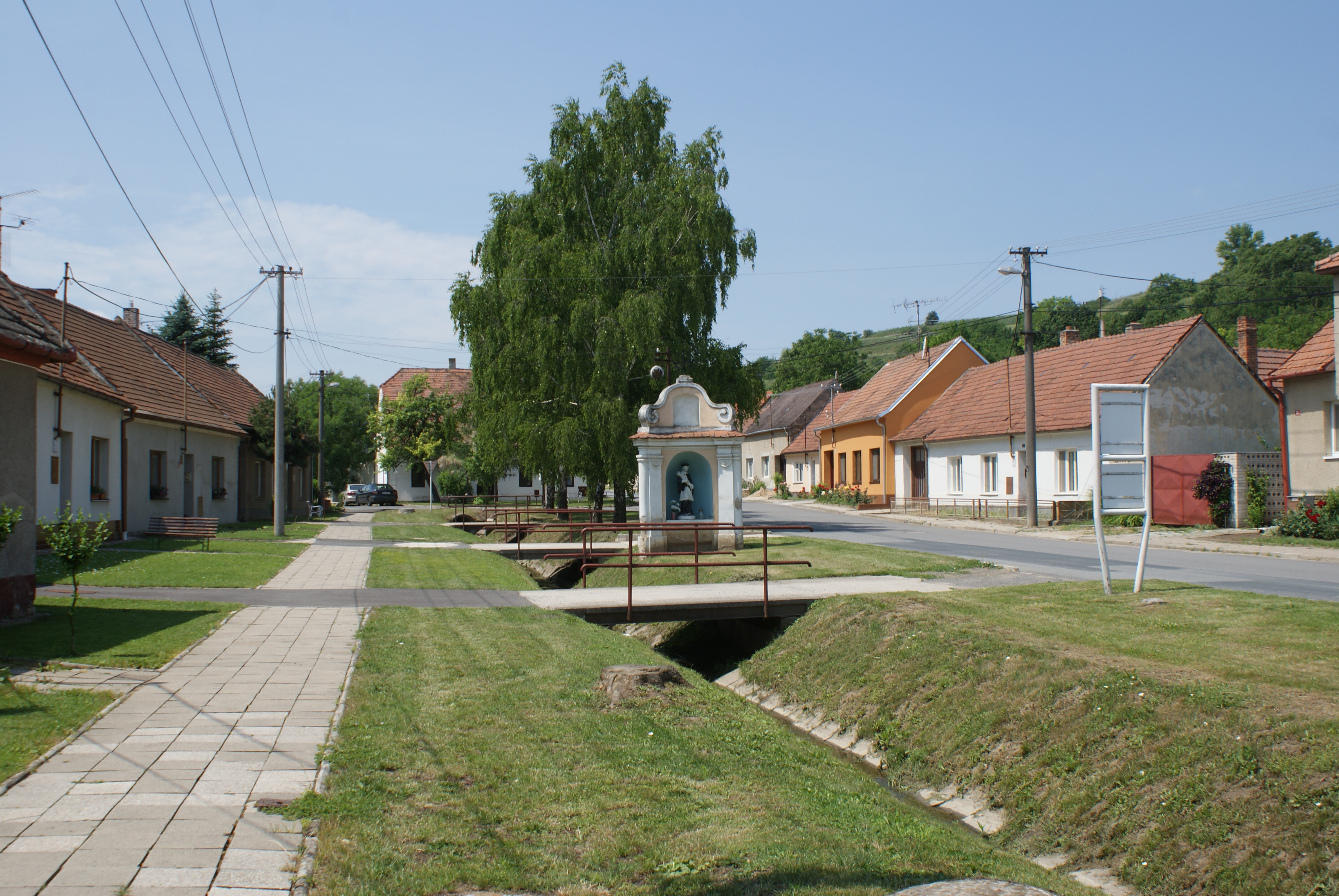
Milovice

Das Dorf liegt in der Milovická pahorkatina.
Die Nachbarorte sind im Osten Nové Mlýny (Neumühl), im Südosten Bulhary (Pulgram), im Südwesten Mikulov (Nikolsburg), im Westen Klentnice (Klentnitz) und im Nordwesten Pavlov (Pollau).

## Geschichte
Im 11. bis 13. Jahrhundert kam es zu einer großen Siedlungsbewegung von West nach Ost. Mähren wurde von 1031 bis 1305 von der Dynastie der Přemysliden regiert. Um größere Gebiete landwirtschaftlich zu nutzen und damit höhere Erträge zu erzielen, bewarben sie die Kolonisten mit Privilegien wie zehn Jahre Steuerfreiheit (deutsches Siedlerrecht). Bis zum Jahre 1150 wurde das Gebiet um Mikulov (Nikolsburg) und Znojmo (Znaim) von deutschen Einwanderern aus, dem heutigen Niederösterreich, besiedelt. Die bis 1945 gesprochene ui-Mundart und die Anlage des Dorfes bekunden, dass sie ursprünglich aus den bairischen Gebieten der Bistümer Regensburg und Passau stammten. Sie brachten neue landwirtschaftliche Geräte mit und führten die ertragreiche Dreifelderwirtschaft ein.
Der Ort ist 1236 im Besitz der Landesherren der Přemysliden. 1332 findet sich das Dorf unter den Liechtensteinischen Orten zur Herrschaft Eisgrub gehörig. 1414 ist im Urbar eine Pfarrkirche belegt. Am Beginn des 16. Jahrhunderts, in der Zeit der Reformation, befand sich im Ort eine Wiedertäufer – Gemeinde, die 1604 ausgeplündert wurde. Nach der Schlacht am Weißen Berg und der nachfolgenden Gegenreformation wird der Ort wieder katholisch.
Die Namensform der Ortschaft änderte sich mehrmals, wird sie in einer Urkunde „Milowicz“ (1300), später „Myltowicz an der Meydburch“ (1301), „Milibicz“ (1399) und „Milwicz“ (1504) genannt. Matriken werden seit 1688 geführt. Onlinesuche über das Landesarchiv Brünn. Grundbücher werden seit 1784 geführt.
Ab 1764 wurden die Kinder des Ortes im Gemeindegasthaus unterrichtet, ab 1784 begann man mit dem Halbtagsunterricht. Im Jahre 1817 wurde ein neues Schulgebäude gebaut.
Millowitz war ein landwirtschaftlich geprägtes Dorf, dessen Einwohner überwiegend in der Landwirtschaft und im Weinbau tätig waren. Ab dem 19. Jahrhundert verringerte sich jedoch die Anbaufläche kontinuierlich, so dass 1945 fast nur noch für den Eigenbedarf produziert wurde.
Nach dem Ersten Weltkrieg kam der zuvor zu Österreich-Ungarn gehörende Ort, der 1910 nahezu ausschließlich von Deutschmährern bewohnt wurde, durch den Vertrag von Saint-Germain zur Tschechoslowakei. Maßnahmen wie die Bodenreform oder die Sprachenverordnung folgten, um Tschechen in den deutschen Gemeinden anzusiedeln. Das Gemeindegasthaus wurde 1923 umgebaut und erhielt zusätzlich einen Saal, eine Gemeindekanzlei, einen Eiskeller und eine Übernahmestelle der Milchgenossenschaft. Vor dem Gemeindegasthaus war ein Tanzplatz mit Trinkwasserleitung, welche 1920 errichtet wurde. Durch das Münchner Abkommen wurde Millowitz mit 1. Oktober 1938 ein Teil des deutschen Reichsgaus Niederdonau.
Im Zweiten Weltkrieg hatte der Ort 48 Opfer zu beklagen. Nach dem Ende des Zweiten Weltkrieges (8. Mai 1945) wurden die im Münchener Abkommen an Deutschland übertragenen Territorien, also auch Millowitz, im Rückgriff auf den Vertrag von Saint-Germain wieder der Tschechoslowakei zugeordnet. Während der Besetzung durch die sowjetische Armee gab es zwei Todesopfer unter der Zivilbevölkerung. Am 1. Juni 1945 wurde ein Teil der deutschmährischen Ortsbewohner durch tschechische Revolutionsgarden der Vertreibungskolonne der Brünner-Deutschen (Brünner Todesmarsch) angegliedert und in Richtung Drasenhofen (Grenzübergang nach Österreich) „wild“ vertrieben. Am 4. Juni 1945 wurde ein weiterer Teil der Ortsbevölkerung über Pulgram und Voitelsbrunn nach Österreich getrieben. Dabei kam es zu acht Toten unter den Deutschsüdmährern.

## Wappen und Siegel
Ein Hinweis auf das Siegel des Ortes befindet sich im Mährischen Landesmuseum in Brünn. Dort zeigt eine Siegelfigur ein Pflugeisen und ein Rebmesser nebeneinander stehend. Es wird auf das späte 17. Jahrhundert datiert. Neuere tschechische Veröffentlichungen sprechen aber von einem Siegelbild, in welchem ein pfahlweise gestelltes Pflugmesser von viermal zwei Initialen „M“, von denen die Hälfte kopfsteht, umgeben ist.
| Volkszählung | Häuser | Einwohner insgesamt | Volkszugehörigkeit der Einwohner | Volkszugehörigkeit der Einwohner | Volkszugehörigkeit der Einwohner |
| Jahr         | Häuser | Einwohner insgesamt | Deutsche                         | Tschechen                        | Andere                           |
| ------------ | ------ | ------------------- | -------------------------------- | -------------------------------- | -------------------------------- |
| 1793         | 70     | 373                 |                                  |                                  |                                  |
| 1836         | 84     | 440                 |                                  |                                  |                                  |
| 1869         | 87     | 457                 |                                  |                                  |                                  |
| 1880         | 93     | 523                 | 523                              | 0                                |                                  |
| 1890         | 98     | 575                 | 566                              | 5                                | 4                                |
| 1900         | 112    | 638                 | 628                              | 9                                | 1                                |
| 1910         | 126    | 690                 | 689                              | 1                                | 0                                |
| 1921         | 127    | 687                 | 673                              | 4                                | 10                               |
| 1930         | 151    | 597                 | 583                              | 2                                | 12                               |
| 1939         |        | 567                 |                                  |                                  |                                  |

## Persönlichkeiten
- Hans Folk (* 1891, † 1918), Kampfflieger im Ersten Weltkrieg

## Sehenswürdigkeiten
- Pfarrkirche hl. Oswald, 1670 zerstört, 1672 wiedererrichtet, Wehrturm 1693, 1742 erweitert, 1819 und 1845 renoviert.
- Pfarrhaus 1771, Hl. Johann von Nepomuk, Hl. Florian, Hl. Wendelin, Friedhofskreuz 1758, Kriegerdenkmal 1926.[14]

## Sagen aus dem Ort
Unter den deutschen Ortsbewohnern gab es eine Vielzahl von Mythen:
- Millowitz zur Mongolenzeit (Gründungssage)[15]